# Good Thing
Singles de Fine Young Cannibals
She Drives Me Crazy
(1989) Don't Look Back
(1989)
Good Thing est une chanson interprétée par le groupe britannique Fine Young Cannibals en 1989, écrite et composée par deux de ses membres, Roland Gift et David Steele.

## Historique
Elle figure dans la bande originale du film de Barry Levinson Les Filous (Tin Men) sorti en 1987, dans lequel le groupe lui-même apparaît.
Elle est ensuite incluse dans l'album The Raw and the Cooked publié début 1989 et sort en single le 14 avril 1989.
Comme le précédent extrait de l'album, She Drives Me Crazy, c'est un succès international, se classant en tête des ventes aux États-Unis et au Canada.
Jools Holland, ancien membre du groupe Squeeze, joue du piano sur le morceau. Il mentionne dans son autobiographie Barefaced Lies & Boogie-Woogie Boasts que Good Thing est le disque ayant remporté le plus de succès auquel il ait participé.

## Classements hebdomadaires
| Classement (1989)                      | Meilleure place |
| -------------------------------------- | --------------- |
| Allemagne (GfK Entertainment)          | 8               |
| Australie (ARIA)                       | 7               |
| Autriche (Ö3 Austria Top 40)           | 12              |
| Belgique (Flandre Ultratop 50 Singles) | 13              |
| Canada (RPM 100 Singles)               | 1               |
| États-Unis (Billboard Hot 100)         | 1               |
| France (SNEP)                          | 29              |
| Irlande (IRMA)                         | 4               |
| Nouvelle-Zélande (RMNZ)                | 4               |
| Pays-Bas (Nederlandse Top 40)          | 26              |
| Pays-Bas (Single Top 100)              | 36              |
| Royaume-Uni (UK Singles Chart)         | 7               |
| Suisse (Schweizer Hitparade)           | 12              |

## Certifications
| Pays              | Certification | Date       | Unités certifiées |
| ----------------- | ------------- | ---------- | ----------------- |
| Royaume-Uni (BPI) | Argent        | 18/07/2025 | 200 000           |